# Список самых высоких зданий префектуры Оита

## Самые высокие здания
В списке приведены небоскрёбы префектуры Оита с высотой от 60 метров, основанные на стандартных измерениях высоты. Эта высота включает шпили и архитектурные детали, но не включает антенны радиовышек и башен.
| Рейтинг | Название                                                                          | Фото | Высота м | Этажность | Год  | Город | Примечания |
| ------- | --------------------------------------------------------------------------------- | ---- | -------- | --------- | ---- | ----- | --- |
| -       | Саганосецкий металлургический комбинат (Pan Pacific Copper), Вторая дымовая труба |      | 200      |           | 1972 | Оита  | На фото слева |
| -       | B-Con Plaza                                                                       |      | 125      |           | 1995 | Беппу | [ 3 ] [ 4 ] [ 5 ] |
| 1       | ANA Hotel Oita Oasis Tower                                                        |      | 101.17   | 21        | 1998 | Оита  | [ 6 ] |
| -       | Beppu Tower                                                                       |      | 90       | 17        | 1957 | Беппу | Высота в начале строительства составляла 100 метров, но на данный момент она составляет 90 метров, потому что антенна была позже удалена. |
| 2       | JR Oita City                                                                      |      | 88       | 21        | 2015 | Оита  | [ 9 ] [ 10 ] |
| 3       | Oita Jimitsu Shimbun Headquarters Building                                        |      | 78.0     | 19        | 1995 | Оита  | [ 11 ] |
| 4       | Oita Prefectural Government Office Building New Building                          |      | 74.58    | 16        | 1993 | Оита  | Бывшее название: Oita Prefectural Joint Government Building                                                                               |
| 5       | NTT DoCoMo Oita Building                                                          |      | 66       | 13        | 2004 | Оита  | Высота, включая стальную башню, составляет 134 метра.                                                                                     |
| 6       | Kamenoi Hotel                                                                     |      | 63       | 17        | 1997 | Беппу | [ 16 ] |
| 7       | Tokiwa Department Store Beppu Store                                               |      | 60       | 13        | 1988 | Беппу | [ 17 ] |